# MAN SM152
MAN SM152 (SM182) — полунизкопольный городской автобус среднего класса, выпускавшийся компанией MAN с 1989 по 1992 год. Вытеснен с конвейера моделью MAN NM152.

## История
Первый прототип автобуса MAN SM152 был представлен в 1987 году. Серийно автобус производился с 1989 года.
В связи с появлением автобуса MAN NM152 в 1990 году, производство MAN SM152 было мелкосерийным.
Производство завершилось в 1992 году.

## Технические характеристики
- Длина: 8700 мм.
- Ширина: 2400 мм.
- Высота: 2945 мм.
- Колёсная база: 4200 мм.
- Мощность: 150 л. с. (SM152); 180 л. с. (SM182).